# Соколові
Соколові (Falconidae) — родина птахів ряду соколоподібних (Falconiformes). Містить близько 60 видів, згрупованих у 10–12 родів. До них належать і найменші хижі птахи — карликові соколи, величина яких знаходиться в межах від 15 до 19 см.

## Загальна характеристика
Родина соколові відрізняється від інших хижих птахів деякими анатомічними (будова скелету), морфологічними (зокрема, порядок линяння махових пер) та біохімічними особливостями (склад шкаралупи яєць). Характерна ознака, властива більшості соколиних (крім каракар та лісових соколів) — додаткові зубці на краях наддзьобка із відповідними западинами на піддзьобку.
Найбільші з соколових — каракара, балабан та кречет — довжина тіла 50–65 см, довжина крила — 37–45 см, маса 1,5–2 кг. Найдрібніші — карликовий сокіл масою 35–50 г.

## Класифікація
- Підродина Каракарні (Polyborinae)
  - Чорна каракара (Daptrius)
  - Червоногорла каракара (Ibycter)
  - Макагуа (Herpetotheres)
  - Рарія (Micrastur)
  - Гірська каракара (Phalcoboenus)
  - Каракара (Caracara)
  - Каракара-крикун (Milvago)
  - Плямистокрилий сокіл (Spiziapteryx)
- Підродина Соколині (Falconinae)
  - Сокіл-карлик (Microhierax)
  - Сокіл-крихітка (Polihierax)
  - Сокіл (Falco)